# Которова, Елизавета Георгиевна
Елизавета Георгиевна Которова (род. 21 августа 1954, Томск) — доктор филологических наук, профессор, специалист в области лексической семантики, лексикологии, лексикографии, прагмалингвистики и кетского языка.

## Биография
В 1976 году с отличием окончила факультет иностранных языков Томского государственного педагогического института. В студенческие годы участвовала в полевых экспедициях по изучению кетского языка.
После окончания института обучалась в аспирантуре филологического факультета МГУ им. М. В. Ломоносова, кандидатская диссертация «Метафорика в словаре и в тексте» была защищена в 1983 году (научный руководитель проф. Н. Г. Комлев).
В 1998 году защитила докторскую диссертацию на тему «Проблема межъязыковой эквивалентности в лексической семантике» в МГУ им. М. В. Ломоносова.
В 2000 году получила ученое звание профессора по кафедре немецкого языка и общего языкознания.
С 1976 года преподавала на факультете иностранных языков Томского государственного педагогического университета, а также в Томском политехническом университете и Томском государственном университете.
Работала и стажировалась в различных университетах и научных центрах Европы (Свободный университет, Гумбольдтовский университет (Берлин, Германия), Удинский университет (Удине, Италия), Институт эволюционной антропологии Общества Макса Планка (Лейпциг, Германия) и США (Калифорнийский университет в Санта-Барбаре, Колумбийский университет).
В разные годы была стипендиатом фонда им. Александра Гумбольдта, фонда Германской службы академических обменов, фонда Сороса и др.
С 2005 года является зав. кафедрой лексикологии и прагмалингвистики Института германской филологии Зеленогурского университета (Зелёна-Гура, Польша).
Семья: муж — Которов С. Г. (1950 г.р.) — инженер, предприниматель; дочь — Которова Е. С. (1980 г.р.) — врач.

## Научная деятельность
Автор более 150 научных статей и монографий. Среди основных направлений научной деятельности можно выделить следующие:
- Изучение проблемы межъязыковой эквивалентности в контрастивном и переводческом аспектах (на материале германских и славянских языков)
- Лексико-семантические системы немецкого, английского, русского языков в сравнении
- Прагмалингвистические особенности построения речевых актов (на материале германских и славянских языков)

Е. Г. Которовой предложен новый подход к определению межъязыковой эквивалентности, согласно которому при сравнении систем двух языков эквивалентность устанавливается не между отдельными лексемами, а между лексемой исходного языка и корреспондирующим лексическим полем другого языка.
В настоящее[уточнить] время разрабатывает оригинальную теорию «Коммуникативно-прагматического поля» для описания возможнстей реализации различных моделей речевого поведения в том или ином языке.
С 2000 активно занимается изучением и описанием кетского языка; участвовала в лингвистических экспедициях на север Красноярского края.
Руководитель и участник целого ряда российских и международных научных проектов. В том числе:
- Проект по созданию «Большого немецко-русского словаря» под общим руководством проф. Д. О. Добровольского (Москва, Россия) — редактор и составитель (1999—2005)
- Проект «Контрастивная грамматика немецкого и русского языков» (Берлин, Германия) — участник (1999—2000)
- Проект по созданию «Большого кетского словаря» (Лейпциг, Германия) — руководитель, редактор и составитель (2000—2007, 2012—2015)
- Проект «Языковая картина мира в славянских и германских языках: типологическая специфика» (Берлин, Германия) — участник (2002—2003)
- Проект «Типология средств выражения пространственно-временных отношений Обско-Енисейского языкового ареала» (Томск, Россия) — руководитель (2007—2008)
- Проект «Создание компьютерной базы данных по языкам Обско-Енисейского языкового ареала» (Томск, Россия) — участник (2007—2008)

Под руководством Е. Г. Которовой защищено более 10 кандидатских диссертаций. Преподаваемые в различное время лекционные курсы включают
«Общее языкознание», «Методы лингвистических исследований», «Лексикология немецкого языка», «Фонетика и фонология немецкого языка», «Контрастивная лингвистика (на материале немецкого и русского языков)», «Теория перевода», «Прагматика и теория коммуникации», «Теория речевых актов» и др.

### Основные работы

#### Монографии
- Понятие межъязыковой эквивалентности в семантических теориях. Томск: Томский гос. пед. ун-т, 1997.
- Межъязыковая эквивалентность в лексической семантике: сопоставительное исследование русского и немецкого языков (Zwischensprachliche Äquivalenz in der lexikalischen Semantik: Eine vergleichende Studie des Russischen und Deutschen). Frankfurt am Main, Berlin etc.: Lang, 1998.
- Äquivalenzbeziehungen: Wort, Wortgruppe, Wortsystem. Marburg: Tectum Verlag, 2007.
- Sprachhandlungsmuster im Russischen und Deutschen: Eine kontrastive Darstellung. Berlin etc.: Peter Lang, 2018. (в соавторстве с В. Гладровым).

#### Словари
- Буква L. Новый большой немецко-русский словарь. Под общим рук. Д. О. Добровольского. В 3-х томах. Том 2. Москва, АСТ-Астрель. 2009.
- Comprehensive Dictionary of Ket. Under the general supervision of E.G. Kotorova. Editors-in-chief: E.G. Kotorova, A.V. Nefedov. Vol. 1 & 2. München: Lincom Europa, 2015.

#### Редактирование
- Кетские фольклорные и бытовые тексты. Е. Г. Которова, Т. И. Поротова (ред.). Томск: ТГПУ, 2001.
- Сравнительно-исторические и типологические исследования языка и культуры: проблемы и перспективы. Том 2. / Е. Г. Которова, О. А. Осипова, Н. С. Жукова (ред.). Томск: Центр учебно-методической литературы Томского государственного педагогического университета, 2004.
- XXIV Дульзоновские чтения. Сравнительно-историческое и типологическое изучение языков и культур / О. А. Осипова, Е. Г. Которова, Н. В. Полякова, А. Ю. Фильченко (ред.). Томск: Изд-во Томского государственного педагогического университета, 2005.
- Новый большой немецко-русский словарь. Под общим рук. Д. О. Добровольского. В 3-х томах. Том 1. Москва, АСТ-Астрель. 2008.
- Geschichte und Typologie der Sprachsysteme. History and Typology of Language Systems. Kotin, Michail & Elizaveta Kotorova (Hrsg). Heidelberg: Universitätsverlag Winter, 2011.
- Die Sprache in Aktion: Pragmatik — Sprechakte — Diskurs. Language in Action: Pragmatics — Speech Acts — Discourse. Kotin, Michail & Elizaveta Kotorova (Hrsg). Heidelberg: Universitätsverlag Winter, 2011.
- Comprehensive Dictionary of Ket. Under the general supervision of E.G. Kotorova. Editors-in-chief: E.G. Kotorova, A.V. Nefedov. Vol. 1 & 2. München: Lincom Europa, 2015.